# Orchestina quenies
Espèce
Orchestina quenies est une espèce d'araignées aranéomorphes de la famille des Oonopidae.

## Distribution
Cette espèce est endémique du Chili. Elle se rencontre dans les régions de Santiago, du Maule et du Biobío.

## Description
Le mâle holotype mesure 1,10 mm et la femelle paratype 1,25 mm.

## Étymologie
Son nom d'espèce lui a été donné en référence au lieu de sa découverte, Los Queñes.

## Publication originale
- (en) Matías Andrés Izquierdo et Martín J. Ramírez, « Taxonomic Revision of the Jumping Goblin Spiders of the GenusOrchestinaSimon, 1882, in the Americas (Araneae: Oonopidae) », Bulletin of the American Museum of Natural History, New York, Musée américain d'histoire naturelle, vol. 410,‎ février 2017, p. 1-362 (ISSN 0003-0090 et 1937-3546, OCLC 1287364, DOI 10.1206/0003-0090-410.1.1).